# 王榮 (宋朝)
王榮（947年—1016年），北宋定州（今河北定州市）人。
王榮年轻时有膂力，善于射箭，时人称他为“王硬弓”。宋太宗即位，补殿前指挥使。因牵连秦王赵廷美，被削籍流放海岛。后历任龙卫都指挥使、领罗州团练使。后来以战功官至侍卫马军都虞候、峰州观察使，出任定州行营都部署。王榮粗鄙，侵占官地菜蔬，吝惜公钱，不用来犒劳将士，母亲年老不迎养，供给很薄。皇帝下诏罢官，督责，授右骁卫大将军，转任右羽林军大将军。宋真宗咸平二年，因为随征失粮，被除名，流配均州。景德年间，官至河南府驻泊都监。